# 1ª Divisione fanteria "Superga"
La 1ª Divisione fanteria "Superga" era una divisione di fanteria da montagna del Regio Esercito italiano, costituita nel 1939; prese parte alla seconda guerra mondiale, dove finì annientata durante gli eventi della campagna di Tunisia.

## Storia
La Divisione trae le sue origini dalla Brigata "Basilicata" costituita a Napoli il 1º novembre 1884 dal 91° e dal 92º Reggimento fanteria e le cui origini si ricollegavano alla Brigata garibaldina dei "Cacciatori Lucani" che, nel 1860, aveva partecipato alle presa di Napoli.
La brigata prese parte alla prima guerra mondiale, e, in precedenza, alcuni suoi reparti avevano partecipato alla campagna italo-etiopica lasciando sul terreno molti caduti nel corso della disfatta di Adua e, successivamente, alla guerra italo-turca del 1911-12.
Con l'applicazione della legge 11 marzo 1926 sull'ordinamento del Regio Esercito, che prevedeva la formazione delle Brigate su tre reggimenti, il 91º e il 92º Reggimento, insieme al 90º Reggimento fanteria "Salerno" diedero vita alla I Brigata di fanteria.
Con la formazione delle divisioni binarie, il 5 aprile 1939 venne costituita la Divisione di fanteria "Superga" (1ª) nella quale vennero anche inquadrati il 91º e il 92º Reggimento fanteria e il 5º Reggimento Artiglieria per divisioni di fanteria.
Il 10 giugno 1940, data di entrata in guerra dell'Italia contro Francia e Regno Unito, la 1ª Divisione fanteria "Superga" si trovava alle dipendenza della 4ª Armata e venne impiegata nella battaglia delle Alpi Occidentali contro l'esercito francese con particolare intensità il 21 e il 22 giugno, quando raggiunse la cima del monte Argentier e il lago des Battaillères. Quando venne firmato l'armistizio con Parigi, la divisione era schierata in massima parte in territorio francese, ma nel 1941 tornò in Patria con l'intento di partecipare all'invasione di Malta.
Nel marzo 1942 il quartier generale venne spostato ad Avola (provincia di Siracusa) ma il grosso degli uomini era in Campania. Da maggio a ottobre la divisione fu posizionata tra Formia e Gaeta e iniziò a trasformarsi in una divisione di tipo autotrasportabile, cedendo la legione della MVSN 2ª Alpina che venne distaccata, a novembre giunse l'ordine di trasferimento in Tunisia, giungendo a Biserta l'11 novembre e inquadrato nel XXX Corpo d'armata insieme alla 50ª Brigata speciale di Fanteria. Il 20 dello stesso mese era sulla difensiva presso Enfidaville, salvo poi muovere, il 1º dicembre, per Susa e Sfax. Nel corso del mese di dicembre il XXX Corpo d'armata venne inserito, insieme ai reparti tedeschi presenti in Tunisia nella 5. Panzerarmee al comando del generaloberst Hans-Jürgen von Arnim. Il 26 dicembre la  "Superga" risultava schierata a sud di Tunisi.
Nel 1943 si consumarono le ultime azioni della divisione. Dopo aver partecipato alla battaglia di Kasserine, il 12 maggio la  "Superga" si arrese ai britannici e venne così sciolta in zona di operazioni.

## Ordine di battaglia
- comando della fanteria divisionale: Gen. B. Alessandro Santi (dal 1º maggio al 13 ottobre 1942), Gen. B. Arturo Benigni (dal 20 ottobre 1942 al 13 maggio 1943)[2].
- 91º Reggimento fanteria "Basilicata"
- 92º Reggimento fanteria "Basilicata"
- 5º Reggimento artiglieria "Superga"
  - 2 Battaglioni da 75/18 (someggiati)
  - 2 Battaglioni da 100/17 (mot.)
- 1º Battaglione mortai da 81 mm
- 1 Battaglione mobile
- 1º Battaglione semoventi controcarro da 47/32 (Cte. Maggiore Carlo PICCARCO)
- 1º Battaglione artiglieria antiaerea
  - 21ª Batteria da 20 mm
  - 34ª Batteria da 20 mm
  - 301ª Batteria da 20 mm
- 101º Battaglione del genio
  - 14ª compagnia del genio
  - 1ª compagnia mista telegrafisti/marconisti
- 1ª Sezione fotoelettricisti
- 1ª Sezione sanità
- 1ª Sezione sussistenza
- 1ª Autosezione pesante
- 1ª Sezione Carabinieri Reali
- 2ª Sezione Carabinieri Reali
- 80º Ufficio posta militare

## Comandanti
- Generale di divisione Curio Barbasetti di Prun (5 aprile 1939 - 10 settembre 1940)
- Generale di divisione Dante Lorenzelli (11 settembre 1940 - 23 dicembre 1942)
- Generale di divisione Fernando Gelich (24 dicembre 1942 - 13 maggio 1943)